# New Edition
Pour l’article homonyme, voir New Edition ~Maximum Hits~.
New Edition est un groupe de R&B américain.
Formé à Boston, Massachusetts en 1980, par le célèbre producteur Maurice Starr, New Edition a repris la recette à succès qu'a été celle des Jackson 5, 5 adolescents afro-américains, incluant comme leader Ralph Tresvant (né le 16 mai 1968) et Bobby Brown (né le 5 février 1969) accompagnés des voix de Ricky Bell (né le 18 septembre 1967), Michael Bivins (né le 10 août 1968) et Ronnie DeVoe (né le 17 novembre 1967).
Le groupe a à son palmarès des succès qui ont été Numéro 1 des ventes aux États-Unis comme Cool It Now ou Candy Girl mais aussi Mr. Telephone Man. La frénésie du public pour ce groupe a permis la création de formations comme les New Kids on the Block, Backstreet Boys ou encore les N'Sync.

## Histoire du groupe
Comme les Jackson 5 avant eux, New Edition est devenu un phénomène de la pop, assez grand pour avoir eu Madonna en première partie de leur show lors des débuts de la chanteuse. Le groupe s'est séparé de Maurice Starr en 1984 date à laquelle celui-ci s'en va vers d'autres conquêtes avec le groupe New Kids on the Block formé d'adolescents Blancs. Aux alentours de l'année 1986, Bobby Brown a été exclu du groupe à cause de ses problèmes de comportement lors des shows. Brown est alors remplacé par l'enfant star du R&B de l'époque, Johnny Gill (né le 22 mai 1966). Ce changement est un tournant essentiel dans la carrière du groupe. À partir de ce moment-là, leur musique devient plus douce, mais aussi plus adulte. Heart Break premier opus de cette évolution produit par les  célèbres producteurs de Minneapolis Jimmy Jam & Terry Lewis donne une empreinte beaucoup plus New Jack Swing au groupe. Cet album renferme de grands succès comme "If It Isn't Love" ou "Can You Stand The Rain".

## New Edition dans les années 90
New Edition s'est séparé en 1989 quand Bell, Bivins et DeVoe ont décidé de former le fameux trio Hip Hop Bell Biv DeVoe (BBD). À partir de ce moment-là, Ralph Tresvant commençait une carrière solo et Johnny Gill reprit la sienne avec beaucoup de succès cette fois-ci. En 1991, le groupe s'est à nouveau réuni pour enregistrer un remix de la chanson "Word To The Mutha!" de BBD; Ce projet a été l'occasion de réunir les six membres du groupe lors du tournage du clip.
En 1996, les six chanteurs de New Edition se retrouvent pour enregistrer l'album "Home Again". Bien que l'album soit de qualité avec des titres comme "Hit Me Off", "I'm Still In Love", et les ventes honorables (c'est l'album qui a rencontré le plus de succès dans leur carrière), la tournée qui suivit fut désastreuse pour le groupe. Au milieu de celle-ci, Bobby Brown et Mike Bivins décident d'abandonner l'aventure.

## Quelques années après...
Après une longue période de silence, New Edition a entamé en 2003 une tournée dans les clubs et les casinos, mais cette fois-ci sans Bobby Brown. C'est ensuite qu'ils ont capté l'attention du célèbre producteur Sean "P.Diddy" Combs qui s'est présenté à eux lors d'un de leurs shows. Quelque temps plus tard, P.Diddy signe le groupe sur son label Bad Boy Records. Le groupe se présente alors avec le single "Hot 2Nite" qui a rencontré peu de succès. Pareillement pour l'album sorti à l'automne 2004 "One Love", qui s'est révélé être un échec commercial.
À ce moment-là, le groupe allait bientôt dire au revoir à l'aventure Bad Boy Records : en effet dans une interview, Ricky Bell a affirmé que Diddy refusait de payer Jimmy Jam et Terry Lewis pour la chanson qu'ils avaient réalisée sur le dernier album de New Edition. Sean Combs a alors fait savoir au groupe que celui-ci ne rentrait plus dans son budget. En d'autres termes, c'est le divorce.
En 2005, New Edition remplissait des salles avec d'autres formations elles aussi recomposées comme Guy, BlackStreet et SWV. À l'automne de cette même année, New Edition a participé au 25e anniversaire de la chaîne musicale afro-américaine BET en interprétant un medley de leurs plus grands tubes cette fois-ci avec l'enfant terrible du R&B, Bobby Brown.
En janvier 2006, New Edition a annoncé que le groupe voulait sortir un nouvel album et programmait une tournée en 2008.
Le 27 septembre 2008, Ralph Tresvant, Bobby Brown, et Johnny Gill débutent une nouvelle tournée sous un nouveau groupe intitulé Heads of State.

## Anecdotes
- Johnny Gill est le seul membre du groupe à ne pas être originaire de Boston; en effet celui-ci vient de Washington DC.
- Dans les années 1980, New Edition est le groupe d'adolescents qui a vendu le plus de disques.
- New Edition a enregistré un titre intitulé "Full Service" avec les New Kids on the Block sur l'un des albums de ces derniers, "The Block".

## Albums
- 1983 : Candy Girl, (Warlock Records) (RIAA Platinum)
- 1984 : New Edition, (MCA) (RIAA 2x Platinum)
- 1985 : Christmas All Over The World, (MCA)
- 1985 : All For Love, (MCA) (RIAA Platinum)
- 1987 : Under The Blue Moon, (MCA) (RIAA Gold)
- 1988 : Heart Break, (MCA)  (RIAA 2x Platinum)
- 1991 : Greatest Hits Vol., (MCA)
- 1996 : Home Again, (MCA)  (RIAA 2x Platinum)
- 2004 : One Love, (Bad Boy) (RIAA Gold)
- 2004 : Hits, (Geffen Records)
- 2005 : 20th Century Masters: The Millennium Collection: The Best Of New Edition, (Geffen Records)

## Singles
- 1983 "Candy Girl" #1 (Album: Candy Girl) ;
- 1983 "Is This The End" (Candy Girl) ;
- 1984 "Popcorn Love" #25 #43 (Candy Girl) ;
- 1985 "Cool It Now" #4 #1 #19 (New Edition)
- 1985 "My Secret (Didja Git It Yet?)" #27 (New Edition) ;
- 1985 "Mr Telephone Man" #12 #1 #19 (New Edition) ;
- 1985 "Lost in Love" #35 #6 (New Edition) ;
- 1985 "Kind Of Girls We Like" #87 (New Edition) ;
- 1985 "Count Me Out" #51 #2 (New Edition) ;
- 1986 "A Little Bit Of Love" #38 #3 (All for Love) ;
- 1986 "With You all the Way" #51 #7 (All For Love) ;
- 1986 "Earth Angel" #3 (Under The Blue Moon) ;
- 1986 "Once In A Lifetime Groove" #10 (Running Scared Soundtrack) ;
- 1986 "Tears On My Pillow" #41 (Under the Blue Moon) ;
- 1987 "Helplessly In Love" #20 (Dragnet) ;
- 1988 "If It Isn't Love" #7 #2 (Heart Break) ;
- 1988 "You’re Not My Kinda Girl" #95 #3 (Heart Break) ;
- 1989 "Can You Stand The Rain" #44 #1 (Heart Break) ;
- 1989 "Crucial" #4 #70 (Heart Break) ;
- 1989 "N.E. Heart Break" #13 (Heart Break) ;
- 1996 "Hit Me Off" #3 #1 #20 (Home Again) ;
- 1996 "You Don’t Have To Worry" / "Still In Love With You" #7 #7 (Home Again) ;
- 1997 "One More Day" #61 #22 (Home Again) ;
- 1997 "Something About You" #16 (Home Again) ;
- 2004 "Hot 2Nite" #87 #35 (One Love).